# Astro Boy
Astro Boy – japońsko-amerykański film animowany z 2009 roku na podstawie mangi o tym samym tytule autorstwa Osamu Tezuki. Za reżyserię odpowiadał David Bowers.

## Fabuła
Opowieść o chłopcu-robocie, który w poszukiwaniu swojego przeznaczenia przeżywa wiele niezwykłych przygód. Wyposażony w silniki odrzutowe w butach i działa laserowe w dłoniach wymyka się wojskowemu pościgowi i stacza niejeden pojedynek ze złymi robotami. Wszystko to po to, by wrócić do rodzinnego Metro City i powstrzymać złego prezydenta Stone’a przed planami opanowania całej Ziemi. Pierwowzorem tej produkcji były manga oraz anime produkcji japońskiego mangaki Osamu Tezuki.

## Wersja oryginalna
Reżyseria: David Bowers

Scenariusz: David Bowers

Producent: Maryann Garger

Kierownictwo produkcji: Pilar Flynn

Zdjęcia: Pepe Valencia

Muzyka: John Ottman

Casting: Linda Lamontagne

Producent wykonawczy: Francis Kao

Obsada:
- Nicolas Cage – dr Tenma
- Freddie Highmore – Astro Boy
- Samuel L. Jackson – Zog
- Bill Nighy – dr Elefun
- Donald Sutherland – prezydent Stone
- Nathan Lane – Ham Egg
- Kristen Bell – Cora
- Eugene Levy – Orrin
- Madeline Carroll – Widget/Grace
- Sterling Beaumon – Sludge/Sam
- Moisés Arias – Zane
- Matt Lucas – Sparx
- Ryan Stiles – pan Pistachio
- Tony Matthews – ojciec Cory
- Victor Bonavida – Sam

## Wersja polska
Opracowanie i udźwiękowienie wersji polskiej: Studio Sonica

Reżyseria: Miriam Aleksandrowicz

Dialogi: Tomasz Robaczewski

Dźwięk: Maciej Brzeziński

Kierownik produkcji: Agnieszka Kudelska

Udział wzięli:
- Krzysztof Banaszyk – dr Tenma
- Kajetan Lewandowski – Astro Boy
- Grzegorz Wons – prezydent Stone
- Piotr Gąsowski – Ham Egg
- Monika Pikuła – Cora
- Janusz Wituch – Orrin
- Piotr Zelt – dr Elefun
- Paweł Ciołkosz – pan Spryskiwacz
- Wit Apostolakis-Gluziński – Ślimak
- Bogusia Bajor – Wiewióra
- Kuba Gąsowski – Zenek
- Maciej Kujawski – Robotski
- Jan Aleksandrowicz-Krasko – Sparks
- Jakub Szydłowski – Wycieraczka
- Zbigniew Konopka – Mustachio
- Ilja Zmiejew – generał Hekler
- Aleksander Czyż – Mike Lodówa

oraz
- Dorota Furtak
- Dominika Sell
- Tomasz Jarosz
- Michał Głowacki
- Wojciech Medyński
- Agnieszka Kudelska
- Jan Wojtyński
- Magda Kusa
- Kuba Brzostyński
- Aleksander Kupisiewicz